# Simon Renard
Simon Renard, Lorde de Bermont (Vesoul, 1513-Madrid, 8 de agosto de 1573) era um diplomata de Borgonha que chegou a atuar como conselheiro do imperador Carlos V e seu filho Filipe II da Espanha, que também eram condes de Borgonha. Como embaixador da Espanha na Inglaterra, ele conseguiu obter um grau significativo de influência sobre Maria I da Inglaterra, e até o casamento dela com Filipe, o qual foi promovido por Renard, muitos pensavam que este estava controlando o governo inglês.